# 歐文縣 (肯塔基州)
歐文縣（英語：Owen County）是美國肯塔基州北部的一個縣。面積917平方公里。根據美國2000年人口普查，共有人口10,547人。縣治歐文敦 (Owenton)。
成立於1819年2月6日生效。縣名紀念在蒂帕卡努之役中陣亡的州議員亞伯拉罕·歐文 （Abraham Owen）。本縣除了一處酒莊以外為一禁酒的縣。